# Босак
Босак (фр. Beaussac) насеље је и општина у југозападној Француској у региону Аквитанија, у департману Дордоња која припада префектури Нонрон.
По подацима из 2011. године у општини је живело 184 становника, а густина насељености је износила 10,19 становника/km². Општина се простире на површини од 18,05 km². Налази се на средњој надморској висини од 125 метара (максималној 224 m, а минималној 105 m).

## Демографија
| 1962. | 1968. | 1975. | 1982. | 1990. | 1999. | 2011. |
| ----- | ----- | ----- | ----- | ----- | ----- | ----- |
| 227   | 254   | 224   | 203   | 212   | 187   | 184   |

График промене броја становника у току последњих година